# Pomorska Wyższa Szkoła Nauk Stosowanych w Gdyni
Pomorska Wyższa Szkoła Nauk Stosowanych (wcześniej Pomorska Wyższa Szkoła Humanistyczna) – niepubliczna uczelnia zawodowa w Gdyni. Kształci filologów, kulturoznawców i pedagogów.

## Władze
- Rektor: dr Anna Uniszewska, prof. PWSNS
- Kanclerz: mgr Justyna Kalota
- Dyrektor ds. kształcenia: dr Ewa Jachnicka

## Historia
Pomorska Wyższa Szkoła Nauk Stosowanych w Gdyni (PWSNS), jest niepubliczną uczelnią zawodową, utworzoną dnia 14 sierpnia 2001 roku na podstawie decyzji Ministra Edukacji Narodowej nr DSW-3-0145-221/TT/2001. Dnia 6 listopada 2001 r. uczelnia została wpisana do rejestru niepaństwowych uczelni zawodowych MENiS pod Nr 225 (aktualizacja z dnia 20.05.2011).

## Profil
W Pomorskiej Wyższej Szkole Nauk Stosowanych w Gdyni kształcenie odbywa się na 4 kierunkach: Filologii, Pedagogice oraz Kulturoznawstwie. Uczelnia posiada również bogaty wybór studiów podyplomowych.
Pomorska Wyższa Szkoła Nauk Stosowanych w Gdyni posiada rozszerzoną Kartę Uczelni Erasmusa, co oznacza, że może:
- zrealizować studentom okres studiów w uczelni partnerskiej w Hiszpanii, Turcji, Estonii i Czechach,
- zrealizować wyjazdy studentów na praktykę/staż w zagranicznym przedsiębiorstwie, organizacji, instytucji szkoleniowej lub badawczej,
- zrealizować wyjazdy nauczycieli akademickich oraz innych pracowników Uczelni do zagranicznych uczelni partnerskich.

Studenci PWSNS w Gdyni mają szansę wzięcia udziału w projekcie współfinansowanym przez Unię Europejską „Praktyka czyni mistrza – nowatorski program praktyk na studiach pedagogicznych PWSH”. Projekt ma na celu poprawę jakości praktyk pedagogicznych poprzez stworzenie nowatorskiego programu realizacji praktyk wspieranego zarówno przez kadrę dydaktyczną, jak i nowoczesne rozwiązania techniczne wspomagające pracę współczesnego nauczyciela.